# Cougar (Panzerfahrzeug)

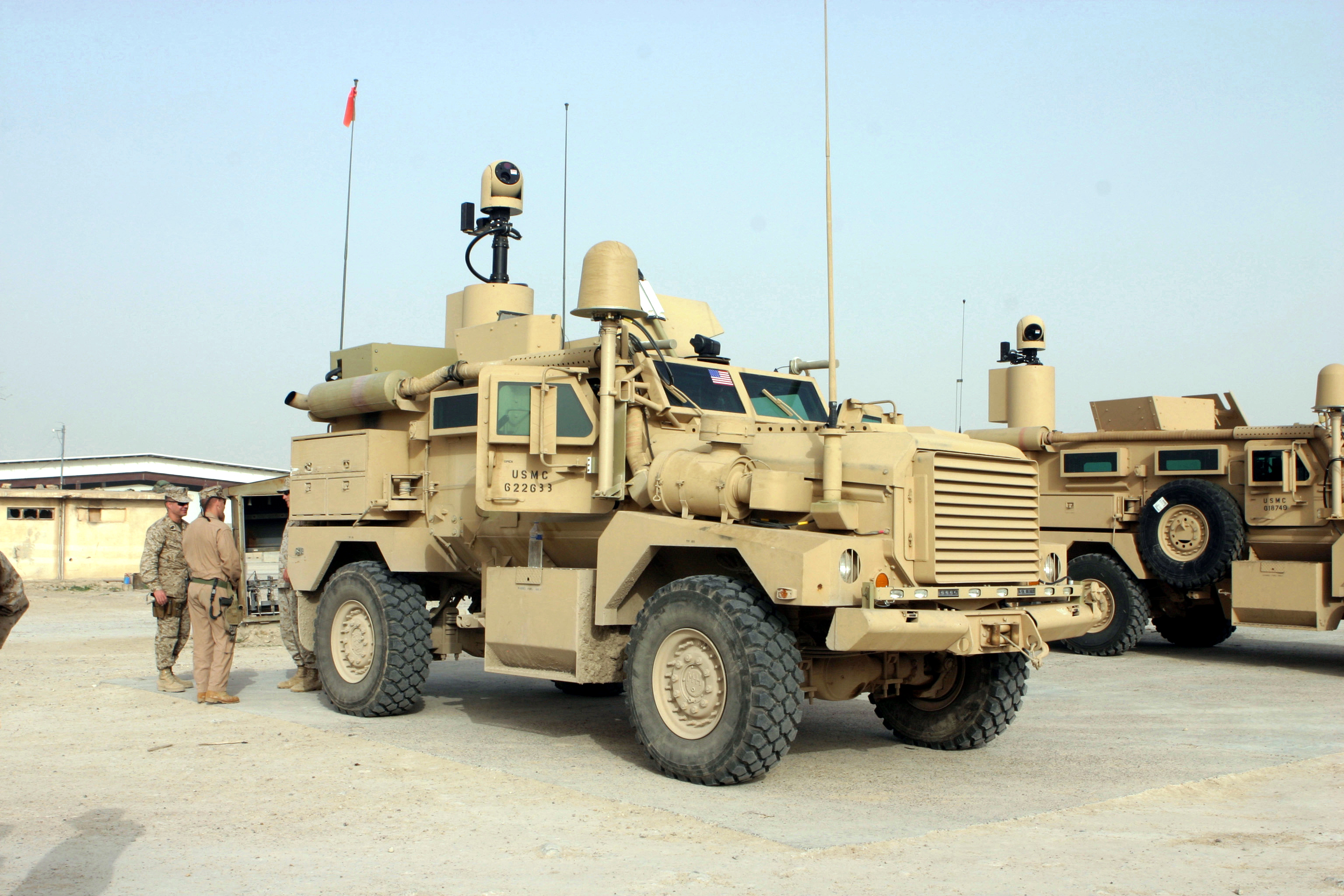
Cougar der U.S. Marine

Der Cougar ist ein gepanzertes Militärfahrzeug, das hauptsächlich für den Schutz von Soldaten in Konfliktgebieten entwickelt wurde. Es gehört zur Klasse der Mine-Resistant Ambush Protected Vehicles (MRAP).

## Herkunft und Hersteller
- Der Cougar wurde von der US-amerikanischen Firma Force Protection Inc. entwickelt.
- Er ist ein Beispiel für die zunehmende Bedeutung von MRAP-Fahrzeugen in modernen asymmetrischen Konflikten, wie z. B. im Irak und in Afghanistan.

## Technische Daten
- Panzerung: Der Cougar verfügt über eine V-förmige Unterbodenstruktur, die Explosionen ableitet und die Überlebenschancen der Insassen erhöht.[2]
- Besatzung: Typischerweise bietet der Cougar Platz für 4 bis 6 Insassen, abhängig vom Modell.
- Bewaffnung: Oft ist er mit ferngesteuerten Waffenstationen ausgestattet, die Maschinengewehre oder Granatwerfer tragen können.
- Antrieb: Er wird von einem leistungsstarken Dieselantrieb betrieben, der sowohl hohe Geländetauglichkeit als auch Reichweite bietet.
- Gewicht: Der Cougar wiegt je nach Modell etwa 15 bis 20 Tonnen.

## Varianten
Der Cougar ist in verschiedenen Versionen erhältlich, die an unterschiedliche Einsatzszenarien angepasst sind:
- Cougar 4x4: Eine kompaktere Version mit vier Rädern.
- Cougar 6x6: Größere Version mit sechs Rädern für erhöhte Kapazität und Stabilität.[3]
- Spezialmodelle: Oft angepasst für spezifische Aufgaben wie Konvoischutz, Truppen- oder Materialtransport.

## Einsatzgebiete
- Der Cougar wurde intensiv in Konfliktgebieten wie dem Irak und Afghanistan eingesetzt, wo er sich durch hohe Überlebensfähigkeit bei IED-Angriffen bewährt hat.
- Neben den USA setzen auch andere Länder wie Großbritannien, Kanada, Polen[4] und Irak auf den Cougar.
- Der Cougar war ein Schlüsselvehikel im MRAP-Programm des US-Militärs, das ab Mitte der 2000er Jahre ins Leben gerufen wurde, um die Verluste durch Minenangriffe zu reduzieren.
- Seine modulare Bauweise erlaubt es, beschädigte Teile schnell auszutauschen, was die Einsatzbereitschaft erhöht.
- Im Russisch-Ukrainischen Krieg wird das Fahrzeug von der Ukraine eingesetzt. Laut dem Oryx-Blog gingen mit Stand Februar 2025 mindestens 13 von den USA gelieferte Cougar H, sowie mindestens 34 vom Vereinigten Königreich gelieferte Mastiff Protected Patrol Fahrzeuge verloren.[5]